# So Fine
So Fine (bra Amor na Medida Certa) é um filme estadunidense de 1981, do gênero comédia, escrito e dirigido pelo estreante Andrew Bergman, com trilha sonora de Ennio Morricone.

## Elenco
- Ryan O'Neal - Bobby Fine
- Jack Warden - Jack Fine
- Mariangela Melato - Lira
- Richard Kiel - Eddie
- Fred Gwynne - Chairman Lincoln
- Mike Kellin - Sam Schlotzman
- David Rounds - Professor McCarthy